# Сіналі Діоманде
Сіналі Діоманде (фр. Sinaly Diomandé, нар. 9 квітня 2001, Джекану, Кот-д'Івуар) — івуарійський футболіст, центральний захисник французького клубу «Ліон» та національної збірної Кот-д'Івуару.

## Ігрова кар'єра

### Клубна
Сіналі Діоманде починав займатися футболом в академії у місті Абіджан. Після цього грав за малійський клуб «Гідар». У 2019 році перебрася до Європи, де приєднався до молодіжної команди французького «Ліона». Сума трансферу гравця становила близько 2 млн євро.
Починав грати за дуль «Ліона». У вересні 2020 року вперше з'явився в основі, вийшовши на заміну у матчі проти «Німа». А вже у наступному матчі Діоманде вийшов на гру в основному складі.

### Збірна
8 жовтня 2020 року у товариському матчі проти команди Бельгії Сіналі Діоманде дебютував у складі національної збірної Кот-д'Івуару.